# Maurizio Bedin
Maurizio Bedin (Camposampiero, 9 febbraio 1979) è un ex calciatore italiano, di ruolo centrocampista, tecnico del Campodarsego.

## Caratteristiche tecniche
Gioca nel ruolo di centrale di centrocampo.

## Carriera

#### Giocatore
Muove i primi passi nel mondo del calcio nell'A.C. Reschigliano, squadra di Campodarsego, e poi nel Montebelluna. Nel 1993, assieme ai due fratelli, passa nel settore giovanile della Juventus, dove rimane per due stagioni, prima di passare al Padova. Inizia la sua carriera da professionista tra i cadetti proprio con il Padova, nel 1996, totalizzando nove presenze in campionato. L'anno dopo lo preleva l'Udinese, club della massima serie, dove però non riesce mai a debuttare.
La società friulana però crede in lui e lo manda in prestito per diversi anni in squadre di Serie B e Serie A, per farlo giocare e crescere. Veste quindi la maglia del Monza in Serie B, poi passa al Lecce, con cui debutta in Serie A il 22 ottobre 2000, in Reggina-Lecce (0-1), quindi a gennaio 2001 torna in Serie B, per indossare la casacca della Sampdoria.
Nel 2001 rientra definitivamente all'Udinese, in Serie A, con cui gioca 5 gare in una stagione e mezzo. Nel gennaio del 2003 passa al Cosenza, dove riesce a giocare con continuità. L'annata con il club calabrese si conclude con la retrocessione in Serie C1 e la cancellazione della società rossoblu da tutti i campionati professionistici.
Riparte di nuovo dal Padova, disputando con i veneti quattro campionati di Serie C1. In 97 gettoni di presenza, mette a segno anche i primi due gol in carriera. Segue poi un'esperienza negativa per motivi societari, ma caratterizzata da eccellenti prestazioni, in Puglia, con il Martina, in Serie C1, con cui gioca dieci partite prima di trasferirsi, a gennaio del 2008, alla Pro Sesto, altra compagine di Serie C1, ma militante nel girone A.
Nella stagione 2008-2009 viene confermato nella squadra lombarda, con cui scende in campo in 31 occasioni. A fine campionato, la Pro Sesto retrocede dopo gli spareggi play-out contro il Venezia e così, nella stagione 2009-2010, cambia di nuovo squadra, passando alla SPAL, con cui gioca il campionato di Prima Divisione.
L'11 ottobre 2012 firma per il Giorgione, formazione di Castelfranco Veneto, in Provincia di Treviso, che milita in Serie D.
Nell'estate 2013 firma con il Thermal Abano Teolo, squadra della Provincia di Padova, neopromossa in Serie D.
Il 29 giugno 2014 firma con il Campodarsego, squadra della Provincia di Padova, militante in Eccellenza. Nel 2015, con la società padovana, ottiene la promozione in Serie D.
Il 12 dicembre 2015, la società Campodarsego comunica il passaggio del giocatore alla Vigontina San Paolo. Tuttavia, il 15 dicembre, la stessa comunica ufficialmente il mancato passaggio, dettato da motivi di carattere burocratici.

#### Campodarsego
Smessi i panni da giocatore indossa subito quelli di allenatore. Dal 2019 al 2024 guida gli juniores nazionali della società biancorossa, e nel 2021-22 è anche vice allenatore della prima squadra, che nel 2024 lo promuove capo allenatore in Serie D.

## Vita privata
Sposato dal giugno del 2000 con Erica, di origini mantovane, i due hanno avuto due figli: Christian (2001) e Tommaso (2003); attualmente risiede con la famiglia a Cadoneghe (PD).

## Statistiche

### Statistiche da allenatore
Statistiche aggiornate al 4 maggio 2025.
| Stagione        | Squadra         | Campionato      | Campionato | Campionato | Campionato | Campionato | Coppe nazionali | Coppe nazionali | Coppe nazionali | Coppe nazionali | Coppe nazionali | Coppe continentali | Coppe continentali | Coppe continentali | Coppe continentali | Coppe continentali | Altre coppe | Altre coppe | Altre coppe | Altre coppe | Altre coppe | Totale | Totale | Totale | Totale | % Vittorie | Piazzamento |
| Stagione        | Squadra         | Comp            | G          | V          | N          | P          | Comp            | G               | V               | N               | P               | Comp               | G                  | V                  | N                  | P                  | Comp        | G           | V           | N           | P           | G      | V      | N      | P      | %          | Piazzamento |
| --------------- | --------------- | --------------- | ---------- | ---------- | ---------- | ---------- | --------------- | --------------- | --------------- | --------------- | --------------- | ------------------ | ------------------ | ------------------ | ------------------ | ------------------ | ----------- | ----------- | ----------- | ----------- | ----------- | ------ | ------ | ------ | ------ | ---------- | ----------- |
| 2024-2025       | Campodarsego    | D               | 38         | 15         | 17         | 6          | CI-D            | 2               | 1               | 0               | 1               | -                  | -                  | -                  | -                  | -                  | -           | -           | -           | -           | -           | 40     | 16     | 17     | 7      | 40,00      | 6º          |
| Totale carriera | Totale carriera | Totale carriera | 38         | 15         | 17         | 6          |                 | 2               | 1               | 0               | 1               |                    | -                  | -                  | -                  | -                  |             | -           | -           | -           | -           | 40     | 16     | 17     | 7      | 40,00      |             |

## Palmarès

### Club

#### Competizioni internazionali
- Coppa Intertoto UEFA: 1

Udinese: 2000

#### Competizioni regionali
- Eccellenza Veneto: 1

Campodarsego: 2014-2015 (Girone A)
- Coppa Italia Dilettanti Veneto: 1

Campodarsego: 2014-2015